# Stefano Biglia
Stefano Biglia (Génova, Italia, 3 de marzo de 1969) es un historietista italiano.

## Biografía
En 1989, a los 20 años de edad, asistió a la Escuela del cómic de Chiavari; ahí conoció a su maestro Renzo Calegari y, a partir de 1990, empezó a trabajar en su estudio. Con Calegari realizó dos historias, una de las cuales fue publicada en el Ken Parker Magazine de Giancarlo Berardi. Dibujó varias historias de género wéstern y de aventuras para la revista Il Giornalino.
En 1994 empezó a trabajar para la editorial Bonelli: en febrero fue publicada una historia de Tex realizada junto a Renzo Calegari y Luigi Copello, con guion de Claudio Nizzi. Tras este trabajo, Biglia pasó a dibujar cuatro historias de Nick Raider, de las que tres junto a Copello. Posteriormente, entró en el equipo de Viento Mágico, bajo los textos de Gianfranco Manfredi, con el que trabajó hasta 2010. También ilustró otra serie creada por Manfredi: Shanghai Devil.